# Herford

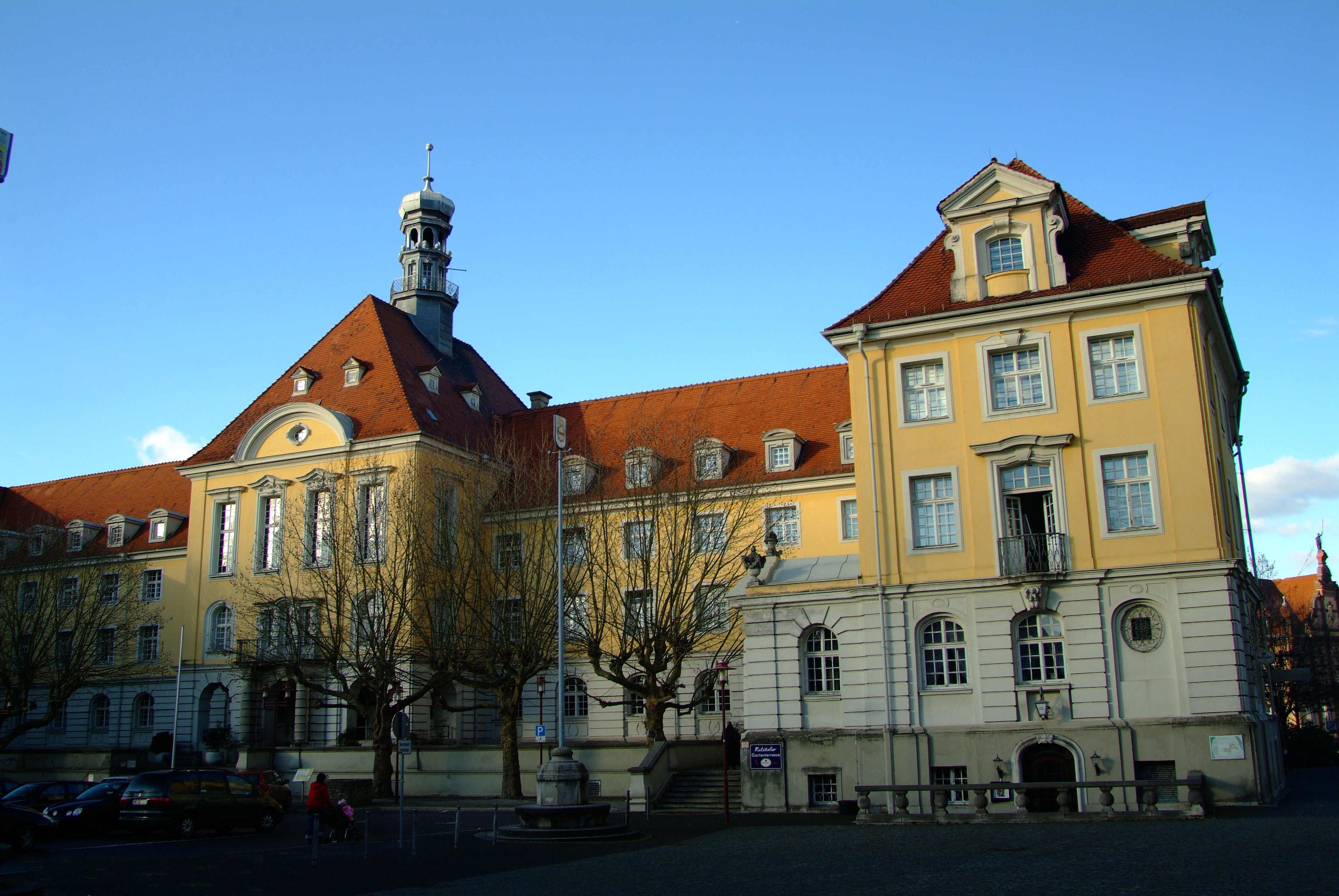
Primăria

Herford este un oraș din landul Renania de Nord-Westfalia, Germania.

## Personalități născute aici
- Ewald Tilker (1911 - 1998), canoist;
- Fritz Bondroit (1912 - 1974), canoist;
- Hartwig Schierbaum (cunoscut ca Marian Gold, n. 1954), cântăreț (solist al Alphaville);
- Michael Röckner (n. 1956), matematician.